# گویدو گراتون
گویدو گراتون (به ایتالیایی: Guido Gratton) بازیکن فوتبال اهل ایتالیا است که از سال ۱۹۵۳ میلادی عضو تیم ملی فوتبال ایتالیا بوده و در ۱۱ بازی ملی حضور داشته‌است. او در بازی‌های ملی‌اش ۳ گل به ثمر رساند.
گویدو گراتون آخرین بازی ملی خود را در سال ۱۹۵۹ میلادی انجام داد.